# Liste des autoroutes de la Turquie
Les autoroutes turques constituent un réseau routier moderne et en développement. Leur construction est coûteuse et longue du fait du relief accidenté. Certaines appartiennent à l’État turc via la Direction générale des routes de Turquie (T.C. Karayolları Genel Müdürlüğü), mais d'autres autoroutes sont sous le modèle " Build-operate-transfer " qui signifie que des entreprises privées vont construire, exploiter, puis rendre à l’État turc les autoroutes au bout d'une certaine période. Cette période varie généralement entre 10 et 20 ans. La longueur totale des autoroutes en service était de 3 532 km mi-2021.
Toutes les autoroutes et périphériques de Turquie comportent majoritairement et respectivement 2x3 voies et 2x4 voies, et sont payantes (excepté pour les périphériques de villes moyennes et le périphérique d'Ankara). Elles desservent les principales villes de Turquie ainsi que leurs environs. La limitation est de 140 km/h pour les voitures, 100 km/h pour les autobus et 90 km/h pour les camions et autres véhicules lourds. La vitesse minimale autorisée est de 40 km/h.
Ce réseau d'autoroutes participe aux réseaux autoroutiers européens.

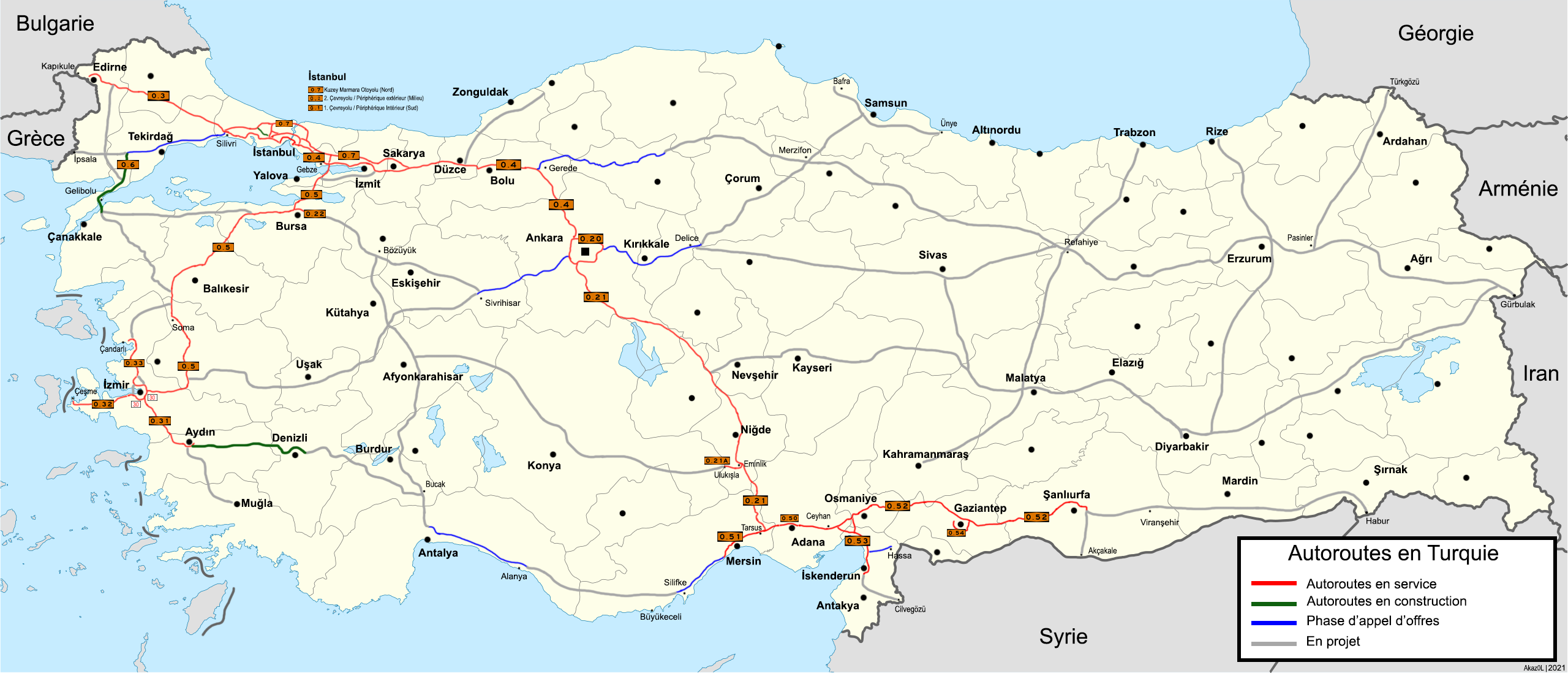
Cartes des autoroutes en Turquie

## Numérotation
La numérotation est quasi régionale : O (lettre) est l'initiale pour otoyol (autoroute) + le numéro suivant la région dominant l'autoroute, la Turquie étant administrativement découpée en sept régions :
- O1 - O9 : Marmara
- O10 - O19 : INCONNUE
- O20 - O29 : Anatolie centrale
- O30 - O39 : Égée

- O40 - O49 : INCONNUE

- O50 - O59 : Méditerranée et Anatolie du sud-est

## O1 – O9
| Nom | Nom                                 | Route(s) européenne(s) | Itinéraire                                                    |
| --- | ----------------------------------- | ---------------------- | ------------------------------------------------------------- |
|     | İstanbul 1. Çevreyolu               | -                      | (Périphérique intérieur d'İstanbul)                           |
|     | İstanbul 2. Çevreyolu               | E80                    | (Périphérique extérieur d'İstanbul)                           |
|     | Avrupa Otoyolu                      | E80                    | Edirne - Lüleburgaz - İstanbul                                |
|     | Anadolu Otoyolu                     | E80 · E89              | İstanbul - İzmit - Adapazarı - Düzce - Bolu - Gerede - Ankara |
|     | Istanbul Izmir Otoyolu              | E881                   | Istanbul - Bursa - Balıkesir - Akhisar - İzmir                |
|     | Kınalı Tekirdağ Çanakkale Balıkesir |                        | Kınalı - Tekirdağ - Balıkesir                                 |
|     | Kuzey Marmara Otoyolu               |                        | Kınalı - Istanbul - Adapazarı - Akyazı                        |

## O20 – O29
|                          | Route(s) européenne(s) | Itinéraire                                 |
| ------------------------ | ---------------------- | ------------------------------------------ |
| O20 Ankara Çevreyolu     | -                      | (Périphérique d'Ankara)                    |
| O21 Ankara-Adana Otoyolu | Route européenne 80    | Ankara - Aksaray - Niğde - Pozantı - Adana |

## O30 – O39
|                                 | Route(s) européenne(s) | Itinéraire                |
| ------------------------------- | ---------------------- | ------------------------- |
| O30 İzmir Çevreyolu             | -                      | (Périphérique d'İzmir)    |
| O31 İzmir-Aydın-Denizli Otoyolu | Route européenne 87    | İzmir - Aydın - Denizli   |
| O32 Çeşme-İzmir Otoyolu         | E881                   | Çeşme - İzmir             |
| O33 Kuzey Ege Otoyolu           | E881                   | Izmir - Aliağa - Çandarlı |

## O50 – O59
|                               | Route(s) européenne(s) | Itinéraire                               |
| ----------------------------- | ---------------------- | ---------------------------------------- |
| O50 Adana Çevreyolu           | Route européenne 90    | (Périphérique d'Adana)                   |
| O51 Adana-Erdemli Otoyolu     | (à partir de Tarsus)   | Mersin - Tarsus - Adana                  |
| O52 Adana-Şanlıurfa Otoyolu   | Route européenne 90    | Adana - Osmaniye - Gaziantep - Şanlıurfa |
| O53 Ceyhan-İskenderun Otoyolu | Route européenne 91    | Ceyhan - İskenderun                      |
| O54 Gaziantep Çevreyolu       | -                      | (Périphérique de Gaziantep)              |

## Réseau routier asiatique

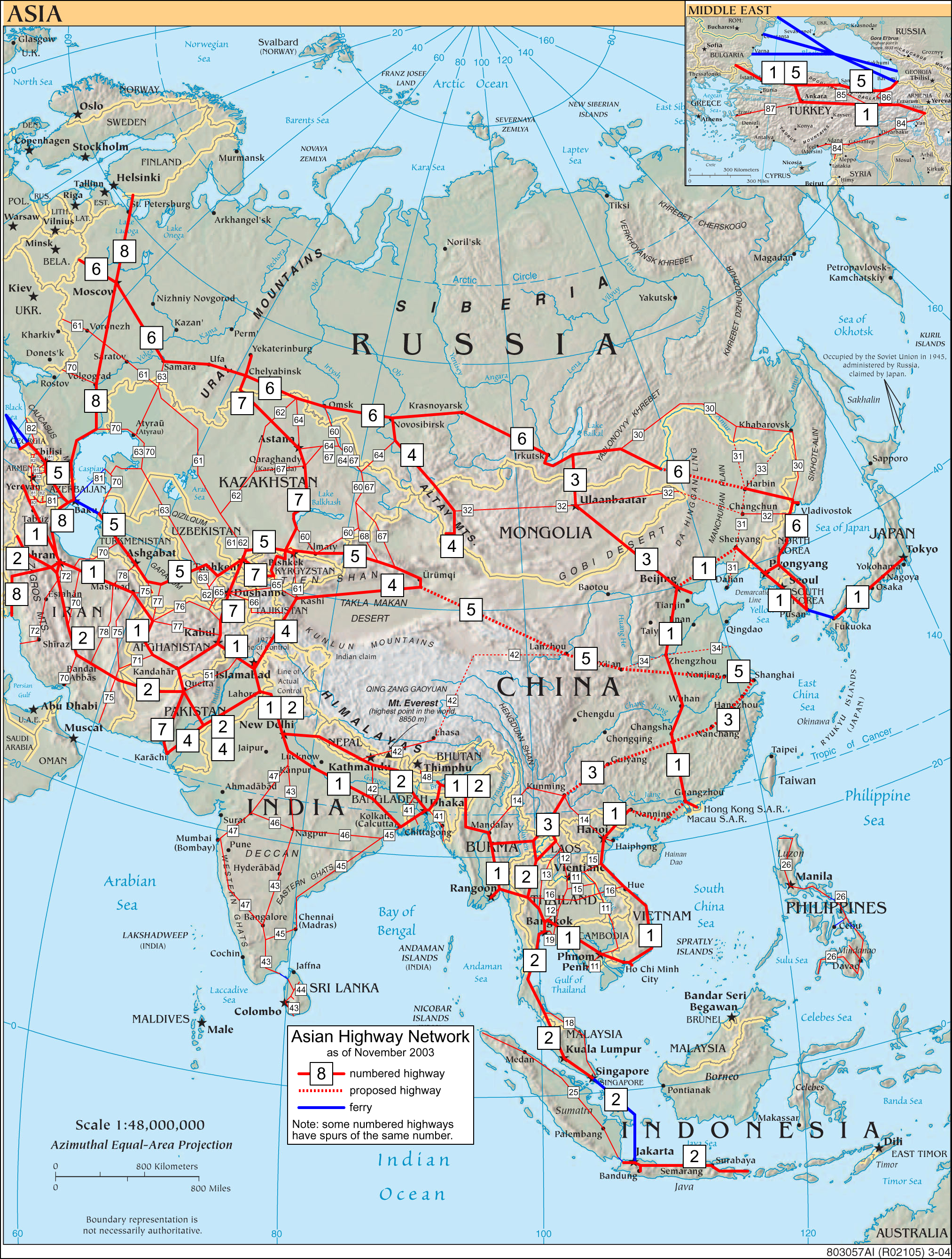
Asian Highway Network

Ce projet de grandes routes du Réseau routier asiatique prévoit de construire en Turquie des autoroutes avec plusieurs axes importants, et non des moindres. Ces autoroutes permettront d'obtenir de meilleures circulations dans le pays turc ainsi que d'ouvrir davantage ses frontières aux pays étrangers. Parmi les routes concernées, seules celles de Edirne à İstanbul, de İstanbul à Ankara et de Mersin à Şanlıurfa sont ouvertes, mais voici les autres principaux itinéraires en cours de planification :
- entre Ankara et la frontière iranienne (Gürbulak)
- entre Gerede et la frontière géorgienne (Sarp) - via  Samsun -
- entre İzmir et Ankara
- entre Şanlıurfa et la frontière iranienne (Gürbulak)
- entre İskenderun et Antakya

Il y a également à l'est deux petites autres autoroutes, seulement elles auront plus une importance nationale qu'internationale. Les planifications des autoroutes manquantes du Asian Highway Network en Turquie ne peuvent être espérées que dans un avenir lointain. Pour plus d'infos, consulter Asian Highway Network (rubrique wiki en anglais).

## Moyens de paiement
La facturation pour la plupart des autoroutes en Turquie se fait à l'aide d'un ticket pris à l'entrée de l'autoroute au niveau d'un péage. Il peut aussi se faire par un péage simple qui ne prend pas en compte le nombre de kilomètres effectués. 
Il y a différents moyens de paiement pour les autoroutes payantes en Turquie : 
- le OGS ( Otomatik Geçiş Sistemi ) qui est un moyen de télépéage.
- le HGS ( Hızlı Geçiş Sistemi ) qui est un autre moyen de télépéage s'achetant sous forme de vignette.
- par espèces ou carte bancaire dans les files " Nakit " ( Espèces )

## Radio couverture
La couverture radio en Turquie ne s'effectue à partir d'une seule radio seulement : 
- Radyo Trafik qui couvre les évènements sur la route, comprenant donc les éventuels embouteillages ou accidents.

### Fréquences
- Région d'Istanbul : 104.2 MHz
- Région de Marmara : 97.6 MHz
- Région d'Ankara : 88.4 MHz
- Région d'Izmir : 102.5 MHz

La radio officielle de l'Etat turc est TRT FM qui est présente plus ou moins partout en Turquie.